# Podzol

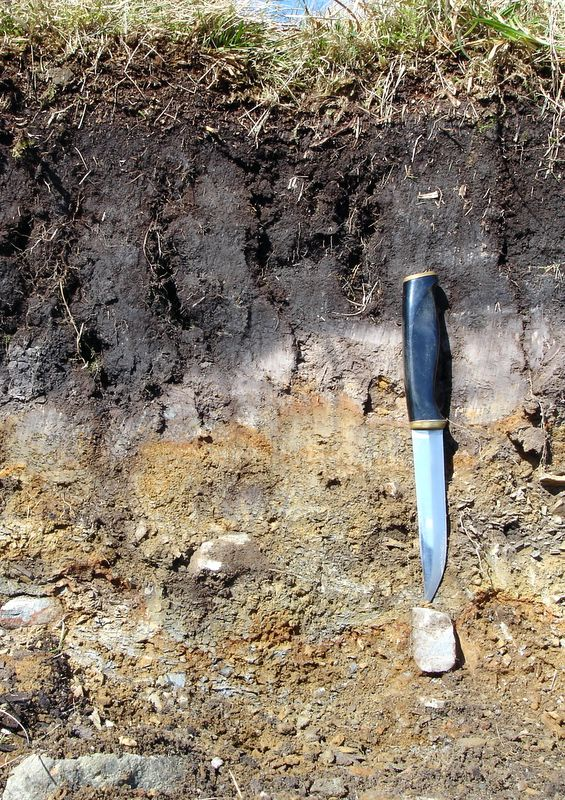
Profil podzolové půdy

Podzol či podzoly (z ruského под – pod, зола – prach) je označení pro vyluhovanou, neúrodnou půdu, která vznikla procesem podzolizace, působením klimatických vlivů, zejména pak nadměrné vlhkosti vzduchu.

## Půdní profil se třemi hlavními horizonty
- humusový horizont obohacený sloučeninami kovů
- vybělený horizont (vyluhovaný, světlé barvy, někdy obohacen infiltrovaným humusem shora a zbarven šedě)
- obohacený tzv. iluviální humusosequioxidický eluviální horizont (především Fe3+ oranžová barva).

Je to způsobeno pronikáním vody seshora dolů a postupným vyplavováním minerálních koloidních látek a humusu do nižších horizontů. Podzoly se nacházejí většinou ve výšce nad 800 m, v prostředí se silně kyselými srážkami, nebo tam, kde je voda následně okyselena prostředím opadanky (jehličnaté lesy, smrkové monokultury apod.) Podzol je nejrozšířenějším půdním typem subarktického pásu.

## Podzolizace
Podzolizace je složitý proces (nebo počet dílčích procesů), ve kterém se minerální látky (obecně železo a hliník) mobilizují a vyplaví z A a E (eluviálních) půdních horizontů do B horizontu (iluviální) spolu s huminovými kyselinami. Prostřednictvím tohoto procesu se eluviální horizonty bělí nebo při obohacení humusem jsou šedé. Ve větší hloubce se ukládají do někdy až tvrdé až nepropustné vrstvy seskvioxidů (Fe2O3 a Al2O3) a organických sloučenin (orštejn či železivec). K tomu dochází díky dvěma hlavním procesům:
- tvorba komplexů organických kyselin (fulvokyseliny, huminové kyseliny, nízkomolekulární) s Al a Fe a jejich následný transport. K jejich imobilizaci pak dochází kvůli poklesu poměru uhlíku a kovu v roztoku nebo kvůli mikrobiální dekompozici nízkomolekulárních organických látek.
- zvětrávání silikátů je následováno transportem Al a Si jako anorganických koloidů (hydroxylové aluminosilikáty)[2]

Dominantnějším procesem by měl být prvně jmenovaný, tedy tvorba organických komplexů. Al a Fe se pak částečně vracejí zpět do horních horizontů díky biologickým procesům (příjem kořeny, houbami, jinými organismy). Důležitou roli mohou hrát i anorganické kyseliny jako třeba kyselina dusičná.
K podzolizaci dochází při nízkých hodnotách pH, tedy pokud je humus hodně kyselý (při kyselém opadu vegetace nebo působením kyselých dešťů). Podzolizace je spojena s výskytem vegetace s kyselým opadem nebo s některými mykorhizními houbami, zpomalenou mineralizací díky chladnému a vlhkému klimatu, případně s extrémně chudým půdotvorným substrátem. K nejintenzivnější podzolizaci dochází v borových a smrkových lesích, pod kterými vzniká silná vrstva O horizontu (humus typu mor). Může však probíhat i pod dubem a bukem, které mají také poměrně kyselý opad, ovšem ne vždy dostoupí tak daleko, abychom mohli mluvit o pravých podzolech. Důležitý je vliv matečné horniny pokud je kyselá, minerálně chudá, pak podporuje růst nenáročných jehličnanů, jež okyselení dále prohlubují. Na takovýchto půdách pak často roste hlavně bělomech sivý (Leucobryum glacum).